# London District (British Army)
Pour les articles homonymes, voir London District.
Le London District (LONDIST) est une division indépendante de la British Army (armée de terre britannique). Il est responsable des opérations se déroulant dans la zone du Greater London Il fut formé en 1905 comme district militaire indépendant de la chaîne de commande de l'armée. Il est supervisé par le Commander Regional Forces du Land Command de Wilton (Wiltshire).
Le quartier général du London District est basé dans le bâtiment des Horse Guards dans le centre de Londres, et est sous les ordres du General Officer Commanding (Officier général commandant ou GOC), qui est simultanément nommé « Major-General Commanding the Household Division » (Major Général commandant de la Household Division).

## Organisation actuelle

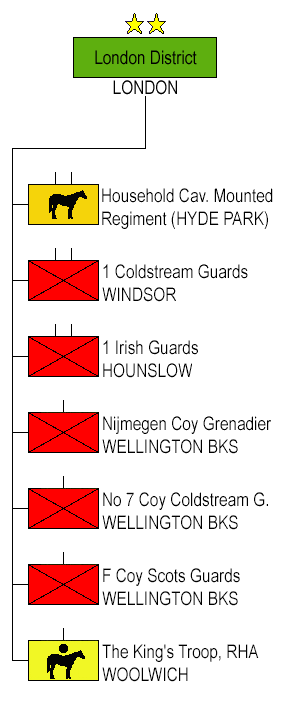
Structure du London District

Le London District est responsable de l'administration des unités de l'armée régulière et de la Territorial Army stationnées dans le Greater London et qui ne font pas partie d'une autre formation militaire :
Unités de l'armée régulière
- Household Cavalry Mounted Regiment
- King's Troop, Royal Horse Artillery (en)
- 1er bataillon des Grenadier Guards (1st Battalion, Grenadier Guards) : rattaché à la 11e brigade légère jusqu'en mai 2010
- 1er bataillon des Irish Guards (1st Battalion, Irish Guards)
- 2e bataillon du Royal Regiment of Fusiliers (2nd Battalion, Royal Regiment of Fusiliers) : basé à Cavalry Barracks (en)
- Compagnie Nijmegen des Grenadier Guards (Nijmegen Company, Grenadier Guards) : basée à Wellington Barracks
- Compagnie no 7 des Coldstream Guards (No 7 Company, Coldstream Guards) : basée à Wellington Barracks
- Compagnie F des Scots Guards (F Company, Scots Guards) : basée à Wellington Barracks
- 238e escadron des transmissions, Royal Corps of Signals (238 Signal Squadron, Royal Corps of Signals) : fait officiellement partie de la 2e (National Communications) Signal Brigade, mais fournit les communications pour London District

Unités de l'armée territoriale (réserve)
- Honourable Artillery Company (notamment la A Battery, HAC
- Royal Yeomanry (en)
- London Regiment
- 106e régiment Yeomanry de la Royal Artillery (106 (Yeomanry) Regiment Royal Artillery)
- 151e régiment de support logistic (Greater London) (151 (Greater London) Logistic Support Regiment)
- 135e escadron géographique indépendant des Royal Engineers (135 Independent Geographic Squadron Royal Engineers)
- London District Regional training centre
- University of London Officer Training Corps